# 自衛官候補生
自衛官候補生（じえいかんこうほせい、英: Candidate for Self-Defense Forces Personnel）とは、陸上自衛隊・海上自衛隊・航空自衛隊において、入隊後すぐに、自衛官となるために必要な基礎教育訓練が行われる自衛隊の採用制度及び、本制度で採用された自衛隊員の呼称である。略称は陸自・海自・空自共に「自候生」（じこうせい）。
概ね3ヶ月程度の「自衛官候補生」としての教育の後に、各幕ごと2等陸士、2等海士及び2等空士に任官される。
身分は、特別職国家公務員である防衛省職員であり自衛隊員であるが、自衛官の定数外であり、自衛官ではない。
令和8年度中の廃止と、自衛官候補生に代わる新たな採用制度の創設が予定されている。

## 地位

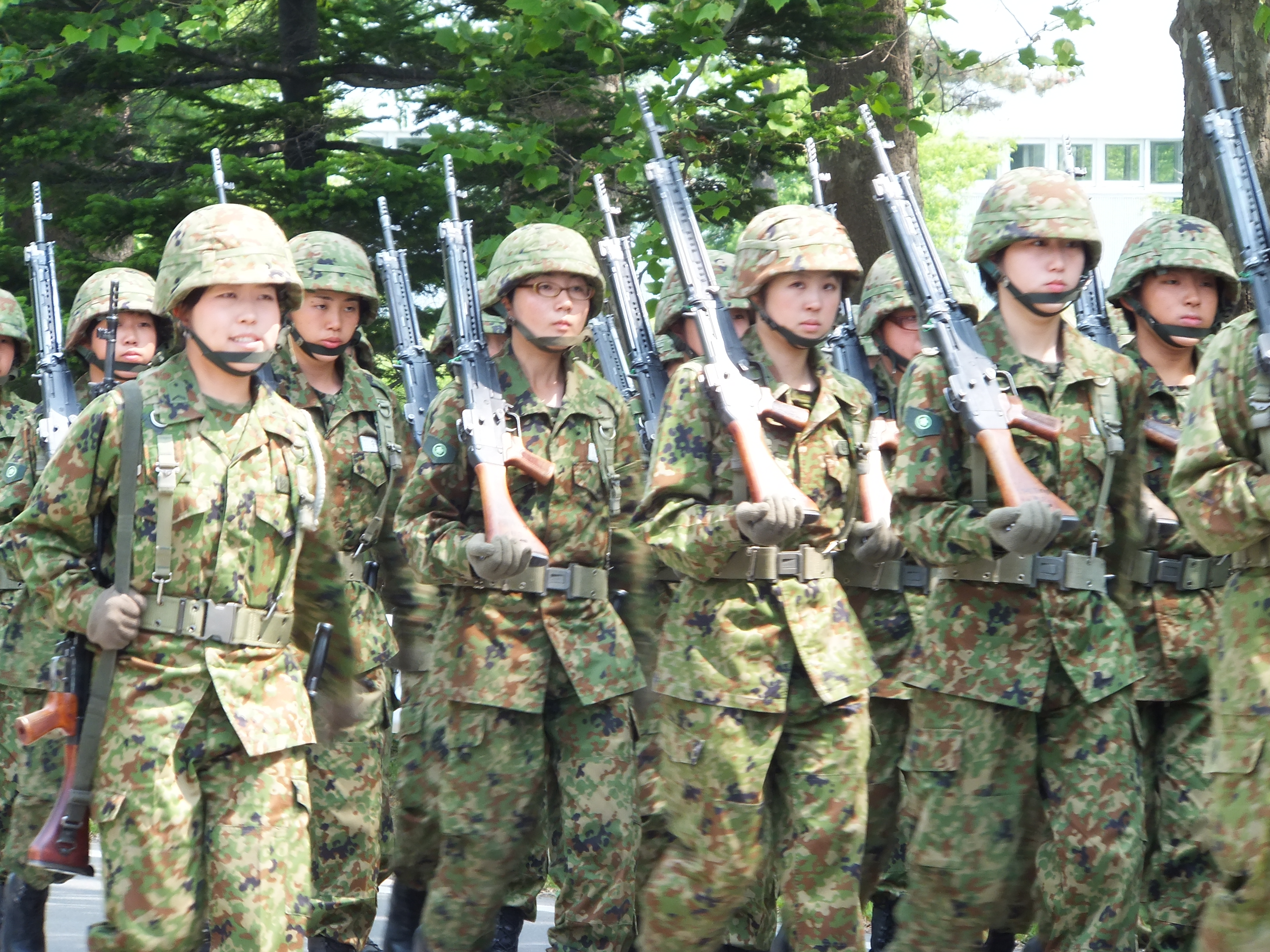
自衛官候補生（120教育大隊）迷彩服3型が貸与されている

以前は陸自の新隊員前期教育、空自の新隊員教育、海自の練習員期間中の隊員として、防衛大学校の学生や、陸上自衛隊高等工科学校の生徒と同じく階級を設けず、教育終了時をもって自衛官としての身分・階級を付与するとしていたものを、2009年10月3日に公布された防衛省設置法等の一部を改正する法律に基づき、2010年7月1日より施行され、2011年3・4月入隊の隊員から開始された。
自衛隊法第41条の規定は、「隊員の採用はすべて条件附のものとし、その隊員がその職において6月を下らない期間を勤務し、その間その職務を良好な成績で遂行したときに正式のものとなる。」と定められているが、これは自衛官候補生が、階級外であることとは直接関係しない。自衛官候補生の期間は、3か月であるから任用されてもなお、通算で6月が経過するまでは条件附であることは、変わらない。

## 応募
- 条件

採用予定月に18歳以上33歳未満の日本国籍を有する者。
- 試験

筆記試験・口頭試験・適性試験・身体検査等が実施される。
応募試験は通年で行われており、概ね各都道府県ごとに設置されている自衛隊地方協力本部で実施される。
陸海空合計で年間平均計数万人の応募に対し計数千人の合格採用で推移している。

## 宣誓

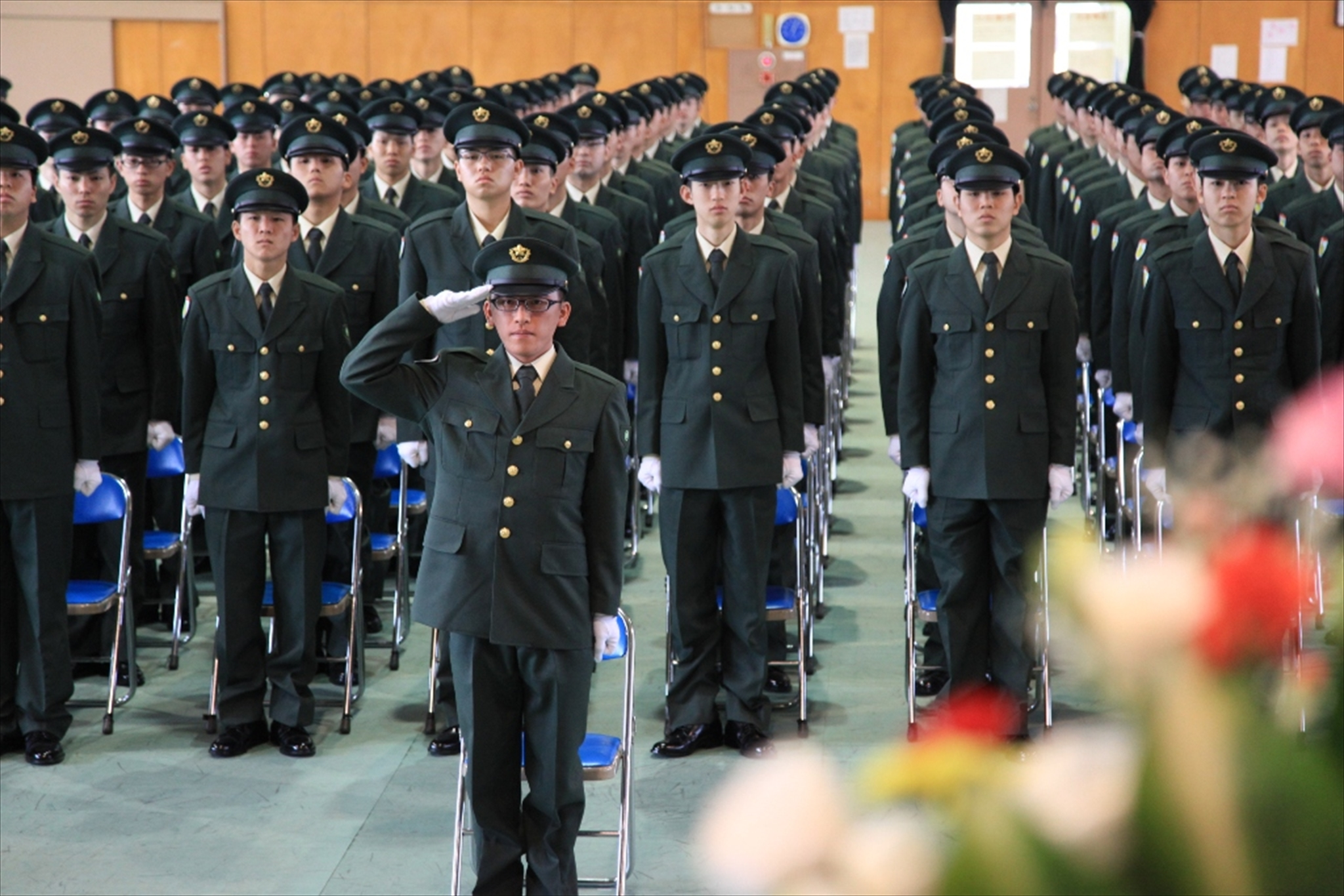
入隊式に臨む自衛官候補生

自衛官候補生は、自衛隊法第53条及び自衛隊法施行規則第39条の2に則り、入隊時に以下の文言を記載した宣誓書に署名捺印をすることが義務付けられている。

## 期間

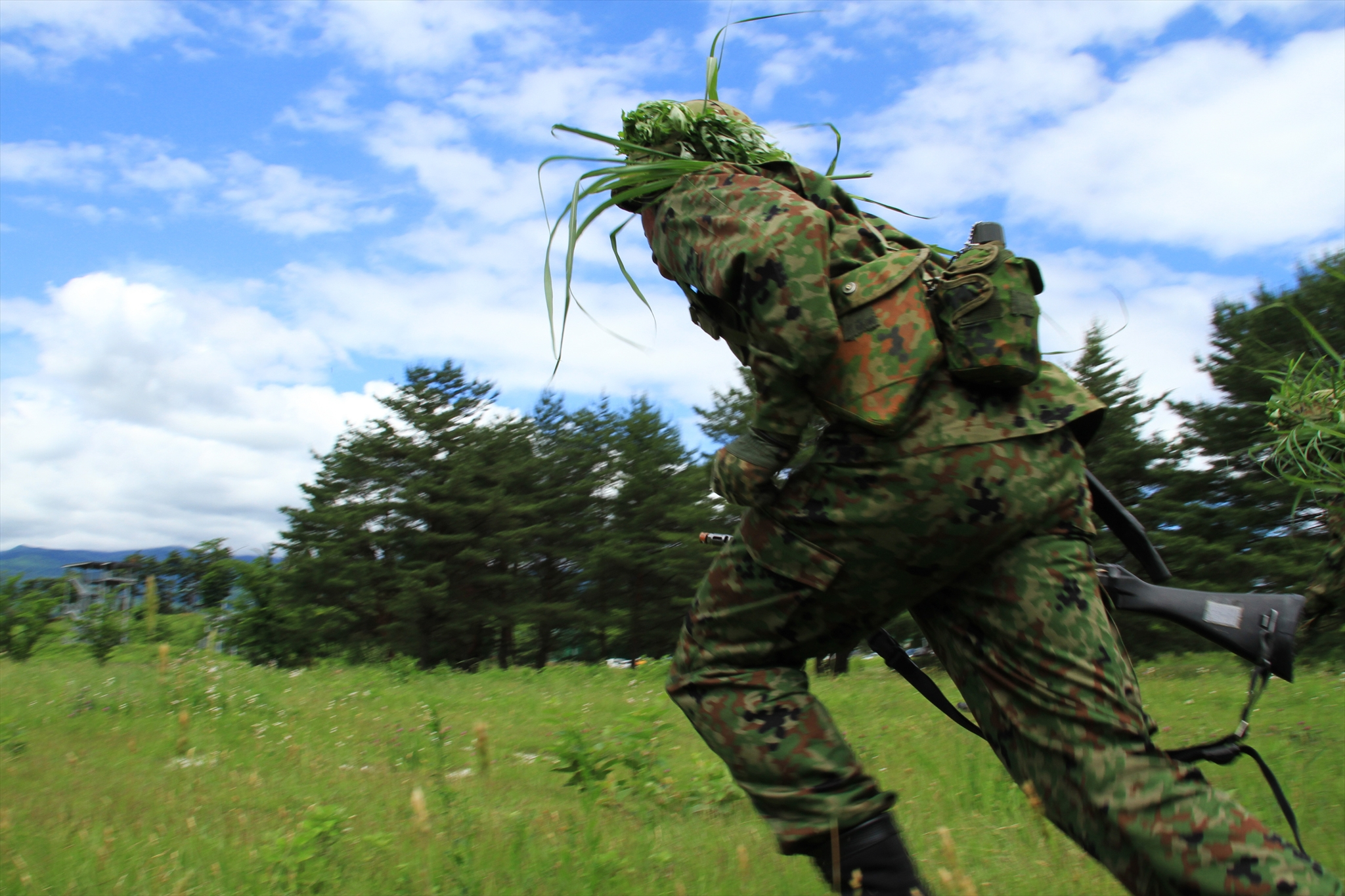
戦闘訓練中の自衛官候補生

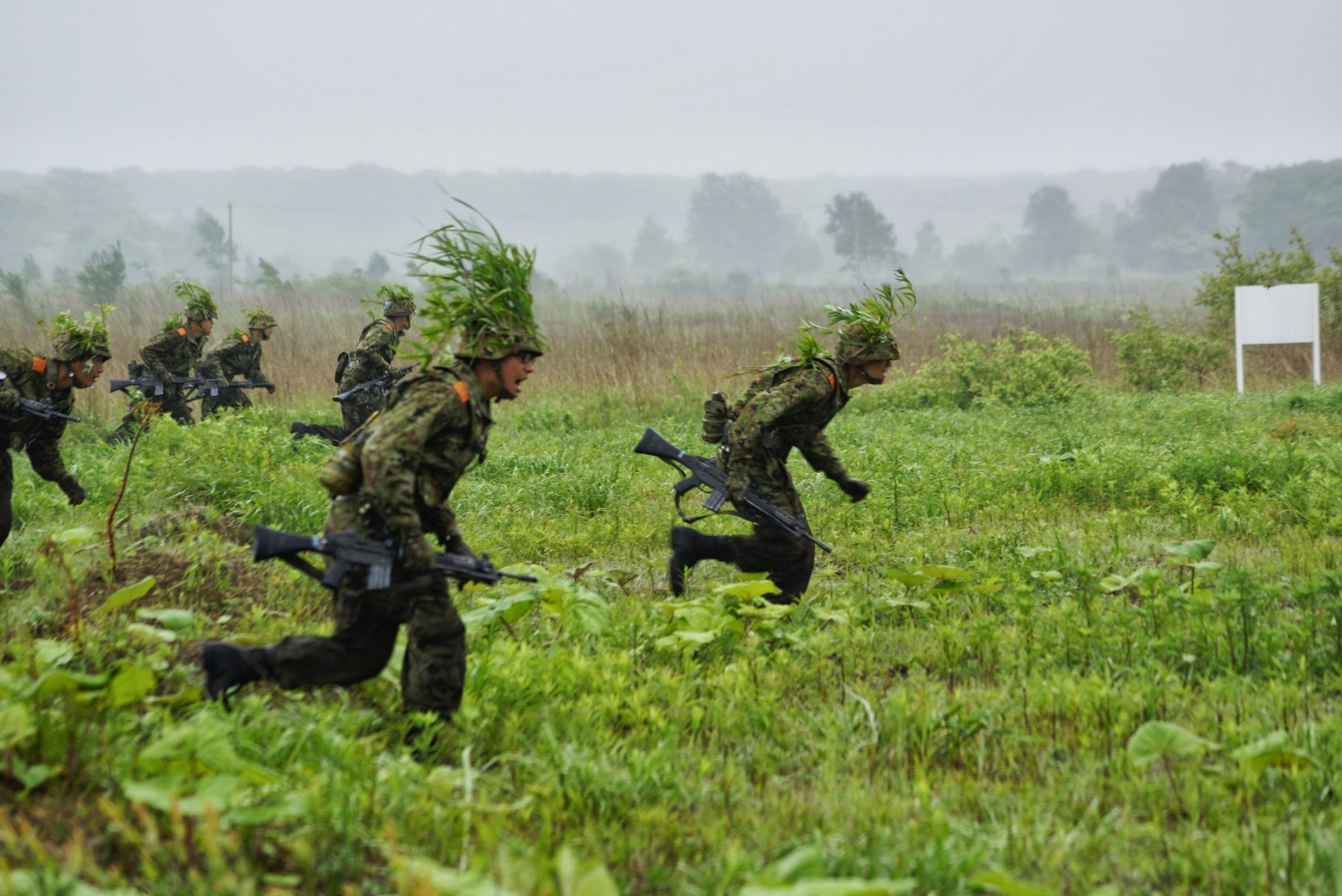
突撃の訓練をする自衛官候補生

自衛官候補生の期間は、3か月を基準として教育訓練に要する期間を勘案して防衛省令で定めれている。自衛官候補生は自衛官の定数外である。自衛官候補生の間は階級章の代わりに「2士」と同サイズの台地に円で囲まれた桜章（このデザインは曹候補者き章（乙）に例あり）が縫い込まれたき章（自衛官候補生章）を、服務細則に基づく階級章と同様の位置に縫い付ける。候補生教育が開始されて1-2か月程度で本人の希望と適性に基づき職種が決定される。
その後、各部隊に臨時設置される教育隊（陸）、職種学校（陸）または術科学校（空）において専門教育を受けた後、それぞれの部隊に配属され「2等陸士」「2等海士」「2等空士」となる。なお、航空自衛隊の場合、術科学校の定員等の関係で、先に部隊に配属されてから術科学校での教育を受ける場合もあり「直配」と呼ばれる。海上自衛隊の場合、約3か月の自衛官候補生課程の修了後2等海士に任命され、約1カ月の練習員課程を修了してそれぞれの部隊に配属される。なお音楽隊員を希望する者は採用前に、各音楽隊で実施される部隊説明会に参加し、実技試験を受ける必要がある。海空の操縦士は航空学生・防衛大学校・一般大学卒に限定しているが、陸自では陸曹航空操縦学生により自衛官候補生出身でも操縦士へコース変更が可能。候補生教育の終了時に「任用一時金」（1任期目の任期満了手当の一部に相当）が支給される。
任期制自衛官として任官された隊員の初任期は自衛官候補生の期間を含め陸は2年、海・空自衛隊は3年（2任期目以降は現行任期制隊員と同じく陸海空いずれも2年）となる。
士長までは昇級試験なしに経過年数によって自動的に昇進するが、任期制自衛官であるため、最長で3期（7年）程度勤務で任期満了となり退職となる。それ以上の勤務を希望する場合は、在職中に3曹への昇任試験に合格する必要がある。

## 教育担任部隊
- 陸上

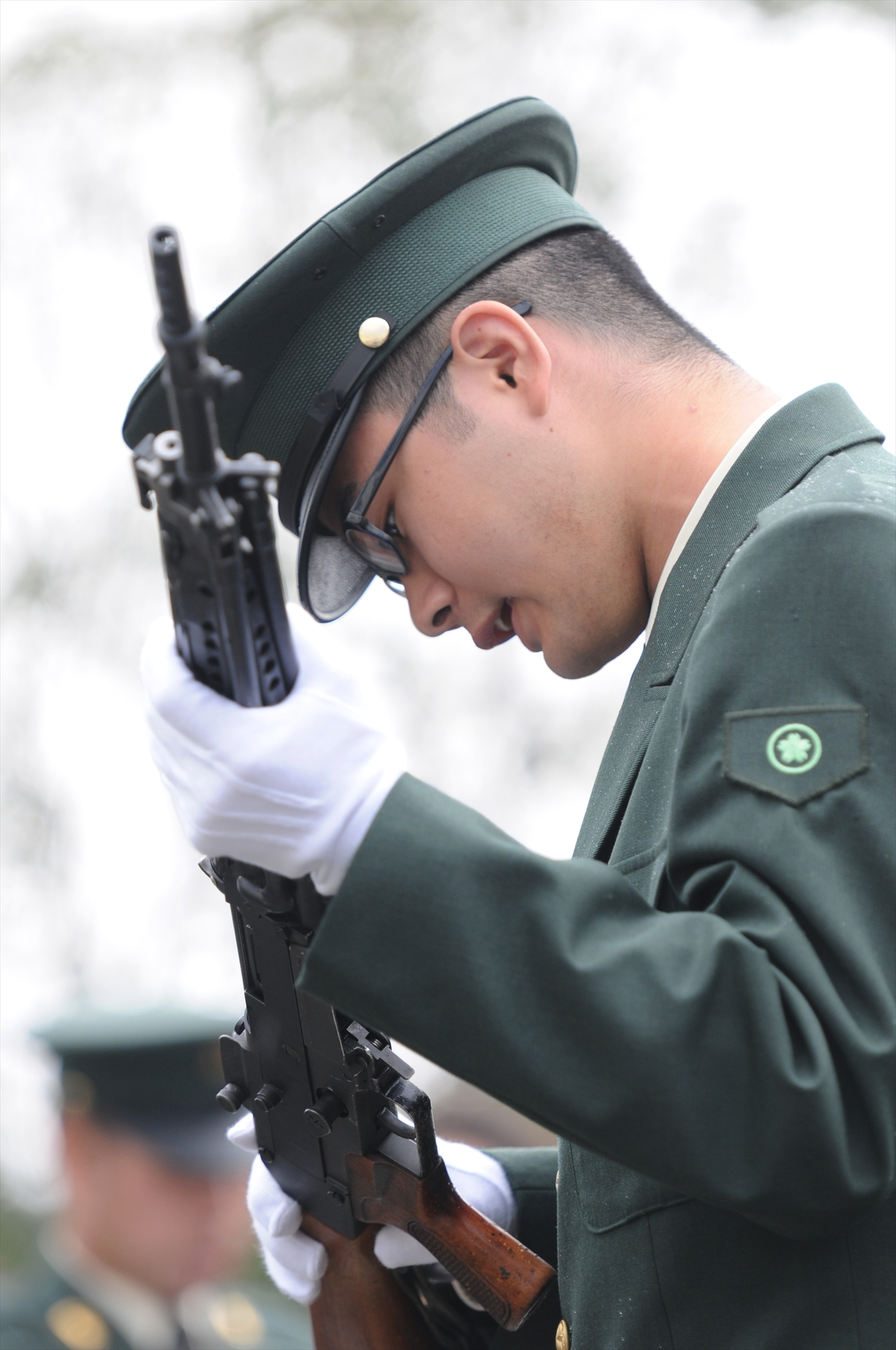
武器授与式において、64式小銃を拝領する自衛官候補生

  - 方面混成団隷下教育大隊及び女性自衛官教育隊（常設）
  - 普通科・特科・戦車連隊及び施設科部隊等に設けられた教育中隊等もしくは臨時設置の教育隊（臨時設置。3・4月入隊など、常設教育隊の受け入れ定員数超過及びそれぞれの募集地域毎集約して教育を担任する観点から編成される）
  - 陸上自衛隊通信学校（通信教導隊内に編成）：2017年度から自衛官候補生（女子）の教育を開始[6]
- 海上
  - 地方隊隷下教育隊（常設）（大湊地方隊を除く）
- 航空
  - 航空教育集団隷下航空教育隊（常設）

## 処遇等
- 自衛官候補生手当（179,000円/月[7]）
- 任用一時金（344,000円）: 自衛官候補生課程を修了し2士に任官する際に支給され、任官辞退した者（除隊）には支給されない。税制上は雑所得となる。従って年末調整の対象ではなく、その額が、雑所得について確定申告を要する額の20万円を超えているために、個人で確定申告を行い納税しなければならない。

また、任官から1年3か月未満で中途退職する場合は勤務期間に応じ以下の割合で償還しなければならない。
- - 任官から3か月未満: 全額
  - 3か月以上7か月未満: 支給額の75%
  - 7か月以上11か月未満: 支給額の50%
  - 11か月以上1年3か月未満: 支給額の25%